# 標高
標高是建筑物的某一点相对于某一基准面（该基准面标高为0）的高差，如果基准面选择海平面则为绝对标高，同海拔一致；如果基准面选择建筑物的某一个面则为相对标高，反映建筑物或建筑群之间的高差关系、楼层间的层高等信息。多用于平面图、剖面图等工程图中。